# Thrud (cràter)
Thrud és un cràter sobre la superfície del planeta nan Ceres, situat amb el sistema de coordenades planetocèntriques a -70.9 ° de latitud nord i 32.4 ° de longitud est. Fa un diàmetre de 7.8 km. El nom va ser fet oficial per la UAI el 25 d'agost del 2017 i fa referència a Þrúðr, divinitat escandinava de les llavors.